# Turritopsis nutricula
Turritopsis nutricula es una especie de hidrozoo hidroideo de la familia Oceanidae con un ciclo de vida en el que se revierte a pólipo después de llegar a su maduración sexual. Es uno de los casos conocidos de metazoo capaz de revertir su edad adulta a una edad sexualmente inmadura de forma individual. Otros animales biológicamente inmortales incluyen la medusa Laodicea undulata y Aurelia sp., así como la medusa del mismo género Turritopsis dohrnii. Es capaz de realizarlo a través de un proceso celular de transdiferenciación. Teóricamente, este ciclo puede repetirse indefinidamente, presentándose como biológicamente inmortal.
Es originaria de los mares del Caribe pero se ha extendido por todo el mundo.

## Características
Tiene un diámetro de 4-5 mm. Su figura es alta y acampanada con paredes finas y uniformes. Su gran estómago (cavidad gastrovascular), rojo vivo, tiene forma cruciforme en su corte transversal. Los especímenes jóvenes tienen ocho tentáculos en el borde pero los adultos llegan a tener hasta noventa tentáculos.

## Ciclo de vida
Los huevos fertilizados se desarrollan en el estómago y en cavidades de la larva (plánula). Los huevos posteriormente se plantan en el fondo del mar en colonias de pólipos. La medusa incuba después de dos días. Llega a ser madura sexualmente después de pocas semanas (su duración exacta depende de la temperatura de las aguas: a 20 °C entre veinticinco a treinta días y a 22 °C de dieciocho a veintidós días).

## Inmortalidad biológica
La mayoría de las medusas generalmente tienen un tiempo de vida relativamente fijo, que varía entre especies de horas a varios meses. La medusa Turritopsis nutricula es la única forma de vida conocida que ha desarrollado la habilidad de volver a un estado de pólipo, por un proceso de transformación específico, que requiere la presencia de ciertos tipos de células (tejidos de la superficie acampanada de la medusa y del sistema de canales circulatorios). Cuidadosos experimentos de laboratorio han revelado que, desde cualquiera de sus etapas (desde que nace hasta que constituye un individuo sexualmente maduro), la medusa puede transformarse de nuevo en pólipo. La medusa en transformación se caracteriza primero por el deterioro de la campana y los tentáculos, con el subsiguiente crecimiento de un perisarco y estolones y, finalmente, de pólipos de alimentación. Los pólipos se siguen multiplicando creando más estolones, ramas y luego pólipos, para formar hidrozoos coloniales. Esta habilidad para invertir el ciclo de vida (en respuesta a condiciones adversas) es, probablemente, única en el reino animal y permite a la medusa evitar la muerte, volviendo a la Turritopsis nutricula en potencia biológicamente inmortal. Estudios en laboratorio mostraron que el 100 % de los especímenes podían volver a la fase de pólipo, pero hasta ahora el proceso no ha sido observado en la naturaleza, en parte porque el proceso es bastante rápido y observaciones de campo en el momento exacto son improbables. A pesar de esta destacable habilidad, la mayoría de medusas Turritopsis suelen caer víctimas de las amenazas habituales de la vida del plancton, incluyendo ser comido por otros animales o sucumbir a una enfermedad.

## Expansión geográfica
Se encuentra en todos los océanos del mundo en aguas templadas o tropicales, desde Colombia hasta Japón, pero también se ha encontrado en el mar Mediterráneo en las costas de Italia y España. Esta importante colonización se cree que es debida a la dispersión de las mismas por los barcos que navegan por diferentes mares y descargan los tanques de lastre en diferentes zonas.